# Holstein
Lo Holstein è la parte meridionale dello stato federale Schleswig-Holstein, in Germania, tra le rive dell'Elba e dell'Eider. La capitale dello Holstein è Kiel. La città di Amburgo è a sud della regione.
Il nome deriva dal basso tedesco, equivalente all'anglosassone Holt-stan che significa "combattenti della foresta".

## Storia

Stemma dei conti di Holstein

### La contea di Holstein

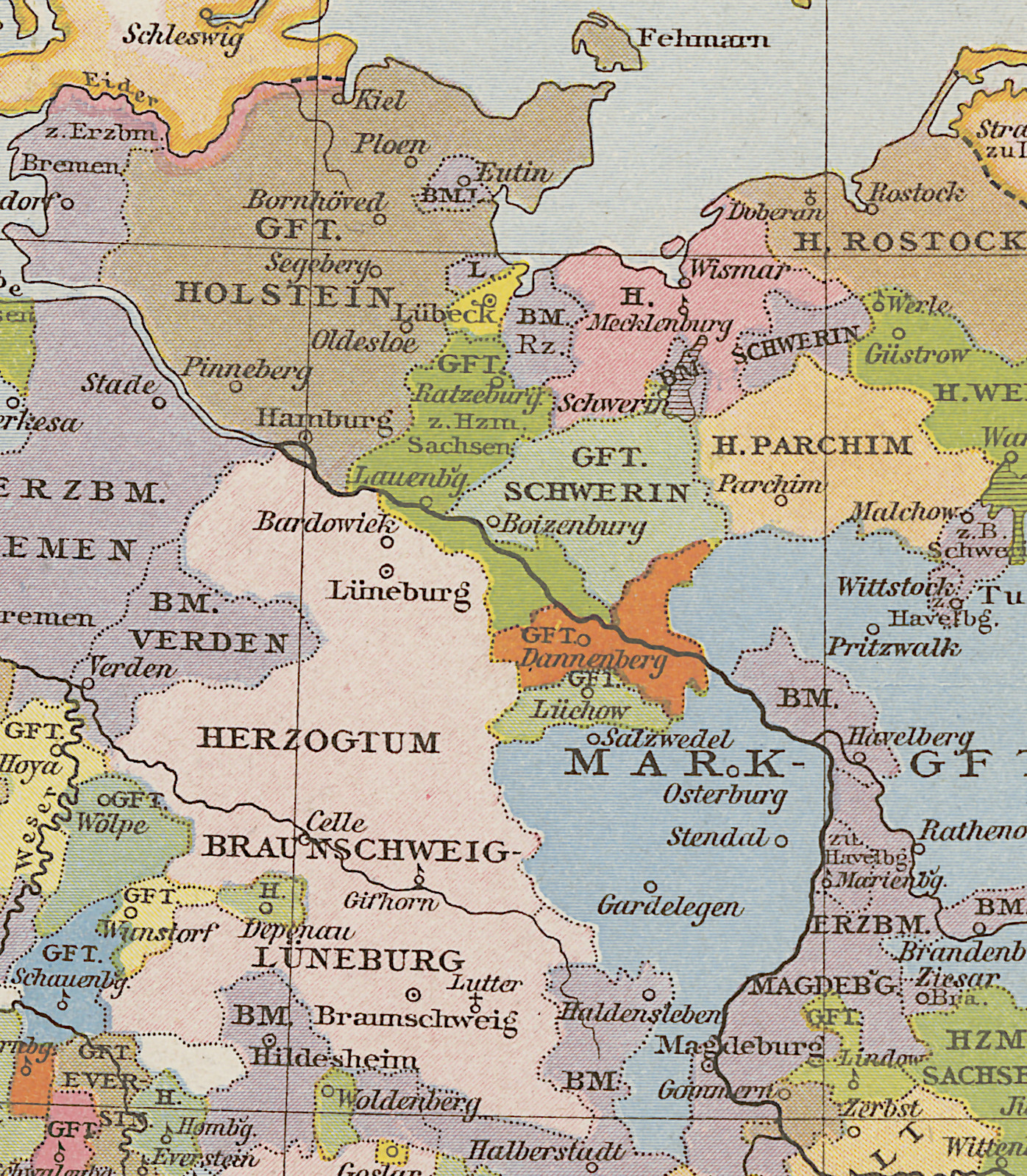
Lo Holstein indiviso nel 1250 con gli Stati confinanti

Lo Holstein - la parte della Sassonia che era situata a nord del fiume Elba - fu conquistato da Carlo Magno intorno all'anno 800. Dall'804 divenne una contea sovrana, ma tra il 1111 e il 1474 fu una contea del Sacro Romano Impero, anche se fu occupato dalla Danimarca durante i primi anni del XIII secolo. Nel 1806, con la dissoluzione dell'impero, divenne un Ducato Imperiale.

### Il Ducato di Holstein

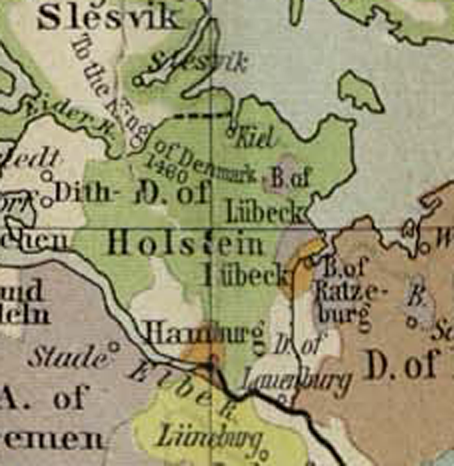
Ducato di Holstein intorno al 1477

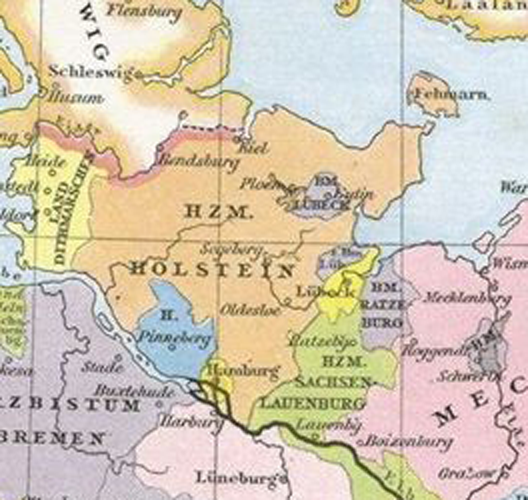
Ducato di Holstein nel XV secolo

Dal 1460 lo Holstein fu ereditato dai re di Danimarca, che però regnarono da duchi e non da re, così come capitò allo Schleswig. I due ducati furono entrambi ulteriormente divisi dopo che subentrarono nei possedimenti danesi: parte dei territori rimase sotto la casata danese, altri terreni furono posti sotto il controllo dei duchi Holstein-Gottorp, una linea cadetta della famiglia reale. Il Duca di Holstein-Gottorp fu obbligato a rinunciare alle sue terre nello Schleswig in favore dei re di Danimarca dopo la Grande guerra del Nord nel 1720, ma egli si trasferì a Kiel e tenne le sue terre nello Holstein fino al 1773. I danesi erano ansiosi di reimpossessarsi dei loro possedimenti, specialmente dopo che il Duca di Holstein-Gottorp diventò Imperatore di Russia nel 1762 come Pietro III e progettò un attacco alla Danimarca per riprendersi le terre nello Schleswig. I danesi decisero di riprendersi le loro terre da soli: nel 1773 scambiarono la contea di Oldenburg con le terre dei Gottorp nello Holstein, riportando in tal modo tutto lo Holstein sotto il loro controllo.

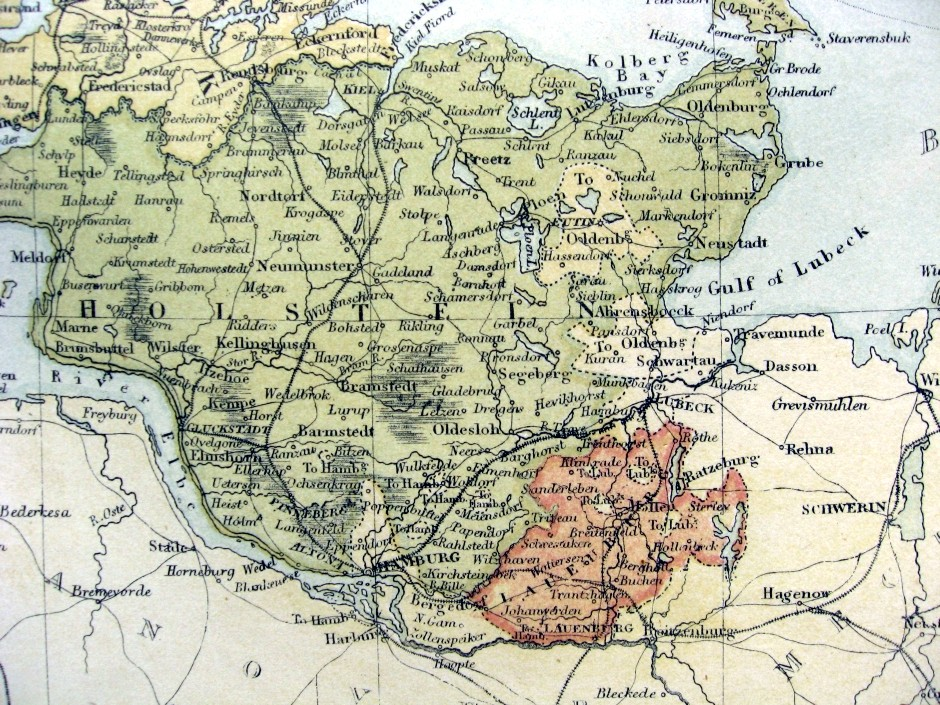
Mappa del Ducato di Holstein c1815-66

Dal 1815 al 1864 il ducato dell'Holstein fu parte della Confederazione germanica, sebbene ancora in contatto con la Danimarca (il re danese rimase duca della regione). Dopo la morte del re Federico VII di Danimarca nel 1863, la successione allo Schleswig e Holstein fu rivendicata da diverse persone. Il nuovo re, Cristiano IX di Danimarca reclamò i territori, mentre il duca di Augustenborg, appartenente a un altro ramo della famiglia, reclamò anch'egli i ducati, e subito la Confederazione germanica, guidata da Prussia e Austria, dichiarò guerra alla Danimarca, battendola nel 1864 e costringendola a cedere i ducati. Ad ogni modo, i ducati non furono assegnati al Duca di Augustenborg. Nel 1865 fu fatto un accordo tra Prussia e Austria: gli austriaci occuparono e amministrarono l'Holstein, mentre i prussiani fecero altrettanto con lo Schleswig. L'accordo finì con la guerra austro-prussiana del 1866, che causò l'accorpamento di Schleswig e Holstein all'interno della Prussia.

### Sovrani
- Elenco dei Duchi di Holstein
- Elenco dei Sovrani

## Geografia

Lo Jutland e la Germania settentrionale mostrano lo Schleswig e lo Holstein nell'attuale Land tedesco dello Schleswig-Holstein.

Oggi lo Holstein, insieme allo Schleswig meridionale, è un land della Germania, lo Schleswig-Holstein. L'unica isola è Fehmarn, originariamente parte del Ducato di Schleswig fino al 1867.
Le principali città dell'Holstein sono: Kiel, Altona, Glückstadt, Rendsburg, Segeberg, Heiligenhafen, Oldenburg in Holstein e Plön. Ha una superficie di 8385 km².
A partire dal 1864, lo Holstein confina con la Danimarca verso nord, il Principato di Lubecca (già vescovato di Lubecca, un'exclave del Granducato di Oldenburg), la città libera e anseatica di Lubecca e il Ducato di Sassonia-Lauenburg a est, il Regno di Hannover e la città libera e anseatica di Amburgo verso sud.
Inoltre confina con il Mare del Nord a Occidente e con il Mar Baltico a est.